# Iris Berben
Iris Renate Dorothea Berben, född 12 augusti 1950 i Detmold, Nordrhein-Westfalen, är en tysk skådespelerska och sångerska.

## Utmärkelser
Berben har bland annat vunnit Guldrosen 2012 för sina samlade skådespelarinsatser.

## Roller i urval
- 1970 – Död åt compañeros
- 1978 – Derrick (TV-serie)
- 1994–2013 – Rosa Roth (TV-serie)
- 1998 – Bin ich schön?
- 2008 – Buddenbrooks
- 2010 – Kennedys Hirn
- 2016 – Eddie the Eagle
- 2022 – Triangle of Sadness
- 2023 – Tyska huset (TV-serie)